# Kế toán chi phí tiêu chuẩn
Kế toán chi phí tiêu chuẩn là một phương pháp kế toán chi phí truyền thống được giới thiệu vào năm 1920s, thay thế cho phương pháp kế toán chi phí truyền thống dựa trên chi phí lịch sử.

## Tổng quan
Kế toán chi phí tiêu chuẩn sử dụng các tỷ lệ được gọi là hiệu quả so sánh lao động và vật liệu thực sự được sử dụng để sản xuất hàng hóa với những hàng hóa tương tự sẽ yêu cầu trong điều kiện "tiêu chuẩn". Miễn là điều kiện thực tế và tiêu chuẩn là tương tự, vài vấn đề phát sinh. Thật không may, phương pháp kế toán chi phí chuẩn được phát triển khoảng 100 năm trước, khi lao động bao gồm chi phí quan trọng nhất của hàng hóa sản xuất. Các phương pháp tiêu chuẩn tiếp tục nhấn mạnh đến hiệu quả lao động mặc dù tài nguyên đó bây giờ là một phần rất nhỏ của chi phí trong hầu hết các trường hợp.
Kế toán chi phí tiêu chuẩn có thể làm tổn thương các nhà quản lý, công nhân và công ty theo nhiều cách. Ví dụ: quyết định chính sách tăng hàng tồn kho có thể gây hại cho đánh giá hiệu suất của người quản lý sản xuất. Tăng hàng tồn kho đòi hỏi tăng sản lượng, có nghĩa là các quy trình phải hoạt động ở tốc độ cao hơn. Khi có điều gì đó không ổn, quy trình sẽ mất nhiều thời gian hơn và sử dụng nhiều hơn thời gian lao động chuẩn. Người quản lý xuất hiện chịu trách nhiệm về sự quá mức, mặc dù họ không kiểm soát được yêu cầu sản xuất hoặc vấn đề.
Trong thời kỳ kinh tế bất lợi, các doanh nghiệp sử dụng cùng một hiệu quả để giảm kích thước, đúng kích cỡ, hoặc làm giảm lực lượng lao động của họ. Công nhân bị sa thải, trong những trường hợp đó, thậm chí còn ít kiểm soát hàng tồn kho dư thừa và hiệu quả chi phí hơn so với người quản lý của họ.
Nhiều kế toán viên tài chính và chi phí đã đồng ý trong nhiều năm về khả năng thay thế kế toán chi phí tiêu chuẩn. Tuy nhiên, họ không tìm thấy người kế nhiệm.

## Lịch sử
Một trong những tác giả đầu tiên thấy trước chi phí tiêu chuẩn là kế toán viên người Anh George P. Norton trong Sổ kế toán của các nhà máy dệt 1889 của mình. John Whitmore, một đệ tử của Alexander Hamilton Church, được cho là đã thực sự trình bày "mô tả chi tiết đầu tiên về hệ thống chi phí tiêu chuẩn" vào tháng 8 năm 1906. Chuyên gia tư vấn quản lý Anh-Mỹ G. Charter Harrison được cho là đã thiết kế một trong những hệ thống chi phí tiêu chuẩn hoàn chỉnh sớm nhất được biết đến vào đầu những năm 1910.
Khi kế toán chi phí được phát triển vào những năm 1890, lao động là phần chi phí sản phẩm lớn nhất và có thể được coi là chi phí biến đổi. Người lao động thường không biết bao nhiêu giờ họ sẽ làm việc trong một tuần khi họ báo cáo vào sáng thứ Hai vì các hệ thống giữ thời gian (dựa trên sổ thời gian) là thô sơ. Kế toán chi phí, do đó, tập trung vào cách quản lý hiệu quả sử dụng lao động vì nó là biến tài nguyên quan trọng nhất của họ. Bây giờ, tuy nhiên, công nhân đến làm việc vào sáng thứ Hai hầu như luôn luôn làm việc 40 giờ trở lên; chi phí của họ là cố định chứ không phải là biến. Tuy nhiên, ngày nay, nhiều nhà quản lý vẫn được đánh giá về hiệu quả lao động của họ, và nhiều "sự cắt giảm", "giảm nhân sự", và các chiến dịch cắt giảm lao động khác dựa trên chúng.
Chi phí tiêu chuẩn truyền thống (TSC), được sử dụng trong kế toán chi phí, có từ những năm 1920 và là phương pháp trung tâm trong kế toán quản lý được thực hiện ngày hôm nay bởi vì nó được sử dụng cho báo cáo tài chính để định giá các khoản mục thu nhập và bảng cân đối kế toán như giá vốn hàng bán (COGS) và định giá hàng tồn kho. Chi phí tiêu chuẩn truyền thống phải tuân thủ các nguyên tắc kế toán chung được chấp nhận (GAAP US) và thực sự tự điều chỉnh nhiều hơn bằng cách trả lời các yêu cầu về kế toán tài chính thay vì cung cấp các giải pháp cho kế toán quản lý. Cách tiếp cận truyền thống giới hạn bản thân bằng cách xác định hành vi chi phí chỉ về sản lượng hoặc doanh số.

## Kế toán chi phí tiêu chuẩn, chủ đề

### Chi phí lịch sử
Chi phí lịch sử là chi phí theo đó nguyên liệu và lao động có thể được phân bổ dựa trên kinh nghiệm trong quá khứ. Chi phí lịch sử là phân loại chi phí theo thời gian. Chi phí lịch sử là chi phí phát sinh trong quá khứ. Các chi phí được xác định trước được tính toán trước dựa trên các yếu tố ảnh hưởng đến các yếu tố chi phí. Trong thế kỷ 19 và sổ thời gian đầu thế kỷ 20, s đã được sử dụng để đăng ký thời gian làm việc, và cuối cùng xác định chi phí lịch sử.
Trong tài khoản chi phí hiện đại ghi lại chi phí lịch sử đã được thực hiện thêm, bằng cách phân bổ chi phí cố định của công ty trong một khoảng thời gian nhất định cho các mặt hàng được sản xuất trong thời gian đó và ghi lại kết quả như tổng chi phí sản xuất. Điều này cho phép toàn bộ chi phí của các sản phẩm không được bán trong khoảng thời gian chúng được sản xuất để được ghi vào hàng tồn kho bằng nhiều phương pháp kế toán phức tạp, phù hợp với nguyên tắc của Nguyên tắc kế toán được chấp nhận chung (GAAP). Nó cũng cơ bản cho phép các nhà quản lý bỏ qua các chi phí cố định và xem kết quả của từng giai đoạn liên quan đến "chi phí tiêu chuẩn" cho bất kỳ sản phẩm cụ thể nào.
Ví dụ: nếu công ty sản xuất toa hành khách đường sắt thường sản xuất 40 toa hành khách mỗi tháng và chi phí cố định vẫn là 1000 đô la / tháng thì mỗi toa hành khách có thể được cho là Chi phí hoạt động / chi phí chìm là 25 đô la = (1000 đô la / 40 đô la). Thêm số tiền này vào chi phí biến đổi là 300 đô la cho mỗi toa hành khách với chi phí là 325 đô la cho mỗi toa hành khách.
Phương pháp này có xu hướng bóp méo chi phí đơn vị kết quả, nhưng trong các ngành sản xuất hàng loạt tạo ra một dòng sản phẩm và chi phí cố định tương đối thấp, sự bóp méo là rất nhỏ.
Ví dụ: nếu công ty sản xuất toa hành khách đường sắt thực hiện 100 toa hành khách một tháng, thì chi phí đơn vị sẽ trở thành $ 310 cho mỗi toa hành khách ($ 300 + ($ 1000/100)). Nếu tháng tiếp theo công ty thực hiện 50 toa hành khách, sau đó chi phí đơn vị = $ 320 cho mỗi toa hành khách ($ 300 + ($ 1000/50)), một sự khác biệt tương đối nhỏ.

### Phân tích phương sai
Một phần quan trọng của kế toán chi phí chuẩn là phân tích phương sai, phân tích biến động giữa chi phí thực tế và chi phí tiêu chuẩn thành các thành phần khác nhau (biến thể khối lượng, biến động chi phí vật liệu, biến động chi phí lao động, v.v.) để các nhà quản lý có thể hiểu tại sao chi phí lại khác với những gì đã được lên kế hoạch và có hành động thích hợp để sửa chữa tình hình.